# Spoorlijn Bedrijvenpark Twente
De spoorlijn Bedrijvenpark Twente werd in 1982 geopend en verbindt het regionale Bedrijvenpark Twente met de spoorlijn van Mariënberg naar Almelo. De spoorlijn kent drie losplaatsen en een opstel-/rangeerterrein van drie sporen. De bedrijven die gebruikmaken (maakten) van de genoemde losplaatsen zijn Van Merksteijn (walsdraad), Nijhoff Grind en het depot van de NAVO.